# Georg von Gemmingen (Deutschordenskomtur)
Georg von Gemmingen (* vor 1564; † nach 1587) war Komtur des Deutschen Ordens.

## Leben
Er war ein Sohn des Dietrich IX. von Gemmingen (1517–1586) und der Lia von Schellenberg († 1564). Er trat 1568 in Aschhausen in den Deutschen Orden ein, war 1575 Komtur in Mühlhausen und 1578 Komtur in Freiburg. 1579 gehörte er zu der Gesandtschaft des Hochmeisters Heinrich von Bobenhausen am polnischen Königshof zur Wiedererlangung Livlands. Ab 1584 war er Komtur auf der Mainau. In seiner Zeit als Komtur auf der Mainau kam 1586 die Kirche St. Georg in Allmannsdorf und das ihr unterstellte Sondersiechenhaus zur äußeren Tanne in Konstanz an den Deutschen Orden. Georg von Gemmingen ließ das Sondersiechenhaus damals erneuern. Von seiner Bautätigkeit als Mainauer Komtur zeugt außerdem sein Wappen am Schwedenturm auf der Insel Mainau. 1587 stiftete er die Sebastiansbruderschaft auf der Mainau.